# Kecamatan Nisam Antara
Kecamatan Nisam Antara (indonesiska: Nisam Antara) är ett distrikt i Indonesien.   Det ligger i provinsen Aceh, i den västra delen av landet, 1 700 km nordväst om huvudstaden Jakarta.